# Philippe Troussier
Philippe Troussier, per l'Islam Omar Troussier (Parigi, 21 marzo 1955), è un allenatore di calcio, dirigente sportivo ed ex calciatore francese, di ruolo difensore.

## Carriera

### Club
Nella sua breve carriera da calciatore dal 1976 al 1983, Troussier ha giocato in diverse squadre della Ligue 2 francese.

### Allenatore
Dopo aver allenato in Francia squadre minori quali Alençon, Red Star e Créteil-Lusitanos, nel 1989 Troussier partì per l'Africa, dove ha trascorso gran parte della propria carriera da allenatore e dove ha ottenuto risultati positivi che gli sono valsi il soprannome di "stregone bianco".
La sua esperienza africana iniziò in Costa d'Avorio, prima alla guida dell'ASEC Mimosas di Abidjan (con cui vinse il campionato nazionale per tre volte consecutive, dal 1990 al 1992) e poi come commissario tecnico della nazionale ivoriana. In seguito si trasferì in Sudafrica, dove allenò i Kaiser Chiefs, e successivamente in Marocco, alla guida del Template:Calcio CA Rabat e del FUS Rabat, con cui vinse la Coppa del Marocco nel 1995.
Nel 1997 Troussier condusse la nazionale nigeriana a qualificarsi alla fase finale del campionato del mondo 1998, ma il 26 settembre fu esonerato. Passò dunque a ricoprire il ruolo di commissario tecnico del Burkina Faso, che guidò nella Coppa d'Africa casalinga con risultati pregevoli, portando il Burkina Faso in semifinale (la squadra chiuse poi al quarto posto). Nel corso dell'anno ebbe modo di partecipare al campionato del mondo di Francia: il 12 marzo gli venne infatti affidata la panchina della nazionale sudafricana, alla sua prima esperienza nella Coppa del mondo. Il tecnico non riuscirà a superare la fase a gironi.
Il 20 settembre 1998 Troussier venne nominato commissario tecnico della nazionale giapponese, con lo scopo preciso di rendere competitiva la squadra in vista del campionato del mondo 2002, ospitato proprio dai nipponici assieme alla Corea del Sud. Alla guida del Giappone fino al 1º agosto 2002, in quattro anni Troussier vinse la Coppa d'Asia 2000 e due Coppe Kirin (nel 2000 e nel 2001), oltre a condurre la nazionale nipponica fino agli ottavi di finale del campionato del mondo del 2002, in cui la squadra fu eliminata dalla Turchia (poi giunta terza nel torneo).
Nel 2003 Troussier divenne commissario tecnico della nazionale qatariota, alla cui guida ebbe l'idea di rafforzarla inserendovi calciatori europei naturalizzati, ma, data la debole esperienza calcistica del paese arabico, non riuscì ad ottenere grandi risultati.
Il 27 novembre 2004 Troussier tornò ad allenare una squadra di club, l'Olympique Marsiglia, ma al termine del campionato, dopo 6 mesi di tensioni con i giocatori (in particolare con Bixente Lizarazu, che fu poi ceduto al Bayern Monaco nel mercato di gennaio), il 2 giugno 2005 venne sostituito da Jean Fernandez.
Dal 23 luglio 2005, per tre mesi (da ottobre fino a dicembre), ebbe l'incarico di commissario tecnico della nazionale marocchina; fu esonerato per "divergenza di vedute" con la federcalcio marocchina il 30 dicembre.
Nel dicembre del 2007 Troussier è tornato ad allenare in Giappone, precisamente nel FC Ryukyu (squadra militante nella Japan Football League, terza divisione nazionale), prima di essere rimpiazzato dal compatriota Jean Paul Rabier.

## Palmarès

### Allenatore

#### Competizioni nazionali
- Campionato ivoriano: 3

ASEC Mimosas: 1990, 1991, 1992
- Coppa della Costa d'Avorio: 1

ASEC Mimosas: 1990
- Coppa del Marocco: 1

FUS Rabat: 1995